# Bancolombia
Bancolombia S.A. er en colombiansk bank- og finansvirksomhed. De har 1041 filialer i flere sydamerikanske lande.
Bancolombia blev etableret 29. januar 1875 som "Banco de Colombia" i Medellín.